# Bonson (Loire)
Bonson [bɔ̃sɔ̃] ist ein Dorf eine Gemeinde mit 4478 Einwohnern (Stand: 1. Januar 2022) im  französischen Département Loire in der Region Auvergne-Rhône-Alpes. Die Gemeinde gehört zum Arrondissement Montbrison und zum Kanton Saint-Just-Saint-Rambert. Die Einwohner werden Bonsonnais und Bonsonnaises genannt.

## Geografie
Bonson liegt in der Ebene des Forez im Zentralmassiv, etwa 20 Kilometer nordwestlich von Saint-Étienne. Durch die Gemeinde fließt der Bonson. Im Westen begrenzt der Fluss Malbief die Gemeinde. Umgeben wird Bonson von den Nachbargemeinden Saint-Cyprien im Norden, Andrézieux-Bouthéon im Osten und Nordosten, Saint-Just-Saint-Rambert im Süden und Südosten, Saint-Marcellin-en-Forez im Südwesten sowie Sury-le-Comtal im Westen und Nordwesten.

## Geschichte
Der Ortsname ist vermutlich durch einen Kopierfehler im 12. Jahrhundert entstanden. In der Schenkungsurkunde für die Kirche zu Benerone wurde der Ort als Bonczon übertragen.

### Bevölkerungsentwicklung
| Jahr                       | 1962 | 1968 | 1975 | 1982 | 1990 | 1999 | 2006 | 2017 |
| -------------------------- | ---- | ---- | ---- | ---- | ---- | ---- | ---- | ---- |
| Einwohner                  | 904  | 1096 | 1513 | 2566 | 3880 | 3816 | 3710 | 3889 |
| Quellen: Cassini und INSEE |      |      |      |      |      |      |      |      |

## Verkehr

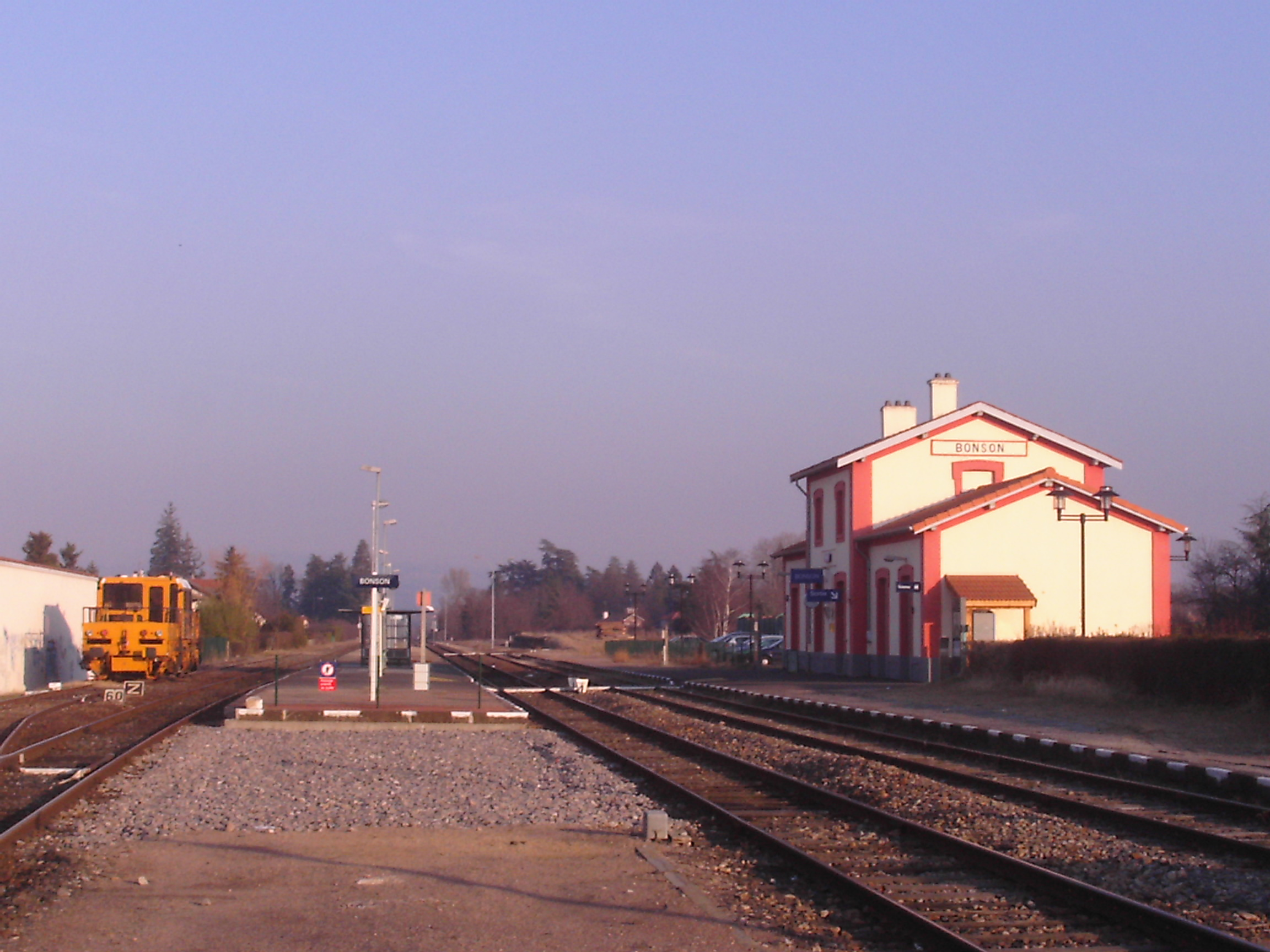
Bahnhof

Durch die Gemeinde führt die frühere Nationalstraße N 498, die 1973 zur Departementsstraße D 498 abgestuft wurde.
Bonson hat einen Bahnhof an der Bahnstrecke Clermont-Ferrand–Saint-Just-sur-Loire, der im Regionalverkehr von Zügen des TER Auvergne-Rhône-Alpes zwischen Saint-Étienne Châteaucreux und Boën-sur-Lignon bedient wird.

## Sehenswürdigkeiten
- Kapelle Notre-Dame, im 11. Jahrhundert errichtet, mit Anbauten aus dem 15. und 16. Jahrhundert, seit 1987 als Monument historique eingeschrieben
- Schloss Bonson aus dem Jahre 1686, Bauende im 19. Jahrhundert
- Schloss Lurieu, Ende des 19. Jahrhunderts erbaut
- Empfangsgebäude des Bahnhofs, 1865 erbaut